# Gina Pane
Gina Pane (Biarritz, 24 maggio 1939 – Parigi, 5 marzo 1990) è stata una performance artist francese, nata in Francia e vissuta in Italia.

## Biografia
Nata da padre italiano e madre austriaca, trascorse parte della sua infanzia a Torino.
Successivamente Gina Pane si trasferì a Parigi per studiare pittura e litografia all’Académie des beaux-arts, dal 1961 al 1966, e all’Ateliers d'art sacré. Trascorse la sua adolescenza nel periodo delle grandi ribellioni studentesche del 1968, nonché durante la seconda ondata del movimento femminista, a cui si unì. Dopo aver concluso gli studi insegnò presso l’Ecole des Beaux-arts di Le Mans, tra il 1975 e il 1990, e condusse degli workshop sulle performance al Centre Georges Pompidou di Parigi, tra il 1978 e 1979.

## Morte
Gina Pane morì prematuramente di cancro nel 1990, a soli 51 anni.

## Vita privata
Fin dal 1961, anno in cui si trasferì a Parigi, Gina Pane ebbe un unico amore, Anne Marchand, sua collaboratrice per la realizzazione del cortometraggio Solitrac (1968).

## Opere
Vivere il proprio corpo vuol dire allo stesso modo scoprire sia la propria debolezza, sia la tragica ed impietosa schiavitù delle proprie manchevolezze, della propria usura e della propria precarietà. Inoltre, questo significa prendere coscienza dei propri fantasmi che non sono nient’altro che il riflesso dei miti creati dalla società… il corpo (la sua gestualità) è una scrittura a tutto tondo, un sistema di segni che rappresentano, che traducono la ricerca infinita dell’Altro.»
(Gina Pane)
Fu una sfalciata poliedrica: riteneva ogni espressione artistica un mezzo per esplorare la sua dimensione interiore. Leitmotiv della sua ricerca artistica è la costante indagine sulla relazione del corpo con la natura, con il mondo e con il pubblico; parte da una dimensione interiore che oscilla tra il mondo ancestrale e il mondo religioso e arriva ad offrire immagini stridenti e di forte impatto; le sue opere sono una denuncia alle ingiustizie sociali causate dal capitalismo, militarismo, dalla condizione subalterna delle donne e dalla violenza contro di loro. Infatti in molteplici sue performance, Gina Pane era solita ferirsi la carne per rievocare il dolore provocato da tali aspetti della società, e specialmente il dolore provato dalle donne nella società patriarcale in cui viviamo.

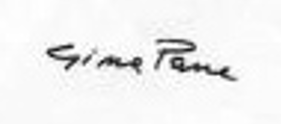
Firma dell'artista

Prima di diventare una figura rilevante nell'ambito della body art degli anni Settanta, tra 1962 e 1967 realizzò numerosi dipinti geometrici (foto) Archiviato il 17 giugno 2020 in Internet Archive. vicini alle esplorazioni di Bruce Nauman e di Robert Morris, che anticipavano le tematiche dei suoi lavori successivi. Structures affirmées è la serie di sculture monocromatiche realizzate tra 1965 e 1967.
La sua carriera artistica si suddivide in tre fasi.

### Prima fase
Tra il 1968 e il 1970 l’artista si concentra sul rapporto fra corpo e natura circostante; il paesaggio e gli ambienti all'aperto non hanno funzione di palcoscenico o luogo di esibizione ma sono parte integrante e fondamentale della sua espressione. Tra l'altro, nella fine degli anni '60 Pane rimase profondamente turbata dal conservatorismo del governo francese e dalla violenza della Guerra del Vietnam.
- Dessin verrouillé (1968) è un’installazione enigmatica: in una scatola di ferro – che presenta tagli suturati da una saldatrice – si nasconde un disegno sconosciuto che sarà noto allo spettatore solo quando il tempo agirà sulla natura; quando il ferro, elemento naturale, si ossiderà, sarà possibile scoprire il contenuto della scatola.
- Pierres deplacées (1968), Terre protegée (1968-70)(foto) Archiviato il 17 giugno 2020 in Internet Archive., Enfocement d’un rayon de soleil (1969) (foto), sono le prime azioni che vedono l’artista agire sul paesaggio attraverso piccoli gesti come spostare sassi da una zona d’ombra ad una zona di luce, addentrarsi in un raggio di sole, creare un legame tra terra e cielo; i suoi interventi sul paesaggio sono documentati da una sequenza di fotografie che vanno a formare l’installazione; le azioni non si svolgono alla presenza di pubblico.
- Peche endeuillée del 1968, una pesca a lutto in memoria di 23 pescatori giapponesi morti nel marzo 1954 nel Pacifico a causa del fallimento di un esperimento nucleare americano; l’installazione, considerata preludio fondamentale di Azione sentimentale (1973), è di circa 50 metri quadrati e rappresenta una denuncia alle numerose e ingiuste morti causate dalla guerra e dalle esplosioni nucleari.[9]
- Stripe-Rake (foto) è la prima installazione presentata in Italia nel 1969 grazie all'incontro fortuito con Franz Paludetto, che nello stesso anno apre la Galleria LP 220 a Torino;[10] l'azione consiste nel rastrellamento di un cumulo di sabbia bianca. Premier projet du silence, Deuxieme projet du silence e Peche endeuillée sono altre installazioni esposte nella galleria torinese.

### Seconda fase
In questa fase la ricerca artistica diventa più articolata, il corpo diventa attivo di fronte al pubblico attraverso una serie di performance. L’artista infatti mette alla prova il proprio corpo come se fosse una cassa di risonanza della società, lo ferisce per oltrepassare la dimensione materiale; il dolore è un’esperienza umana condivisibile universalmente, dunque il tutto si condensa in un dialogo tra uomo e natura guidato dall’amore verso il prossimo.
- Escalade non anésthésiée,[11] la prima azione eseguita nello suo atelier il 26 giugno 1971: una serie di fotografie la mostra mentre sale su una scala chiodata, ferendosi mani e piedi.
- Il bianco non esiste[12] nel 1972 a Los Angeles, di fronte al pubblico si ferisce ripetutamente il viso con una lametta, e il gesto è un’impattante forma di ribellione contro le convenzioni e i canoni estetici gravanti sul mondo femminile; ogni taglio simboleggia una donna che subisce abusi.
- Action autoportrait(s): mise en condition/ contraction/ rejet (foto) Archiviato il 20 dicembre 2018 in Internet Archive. del gennaio 1973 è una sequenza di azioni: l'artista, su un letto di metallo, dà le spalle al pubblico e mormora parole in un microfono. Con un rasoio si taglia il labbro, dopodiché fa gargarismi con il latte: il bianco del latte e il sangue rosso si mescolano. Per Gina Pane il dolore è un sentimento universalmente condivisibile poiché ogni essere umano può provarlo; attraverso le ferite dunque apre il suo corpo all'intera umanità, si fa carico del dolore altrui: il suo corpo è la cassa di risonanza della società.[13]
Nel 2005 Marina Abramović presenta al Solomon R. Guggenheim Museum di New York l'opera Seven Easy Pieces, in cui reinterpreta le performance di vari artisti come Vito Acconci, Bruce Nauman, Josef Beuys, Valie Export tra cui la prima fase della performance sopracitata. (foto) [14]
- Action transfert è la constatazione dell'azione svoltasi il 19 aprile 1973 allo Space 640 di Parigi, oggi visibile nella collezione Musée d'Art Moderne de la Ville de Paris: 15 pannelli di fotografie e a colori e seppia, un pannello di appunti e disegni preparatori a inchiostro e pennarello su pezzi di carta.[9]
- Azione sentimentale (foto), svoltasi per la prima volta nel 1973 presso la Galleria Diagramma di Luciano Inga Pin a Milano, e poi anche al MoMa di New York, è la chiave di volta della sua espressione artistica che richiama tutti i temi principali presenti nelle sue sperimentazioni. La donna indossa un abito bianco - alludendo alla dimensione ancestrale o cattolica poiché sembra una vestale o una sposa – e si esibisce davanti ad un pubblico esclusivamente femminile; porta con sé un bouquet di rose rosse dal quale stacca le spine, le conficca una dopo l’altra nelle sue braccia. I rivoli di sangue rosso tingono il vestito bianco, mentre il rosso delle rose pian piano appassisce, lasciando spazio al bianco.
- Death control del 1974 (foto)

### Terza fase
Les Partitions, da fine anni Settanta, rappresentano la fase finale della sua creazione artistica: il ruolo del corpo e la sua relazione con il mondo circostante continuano ad essere temi della ricerca che però non si svolge più attraverso le performance. La rappresentazione delle ferite in questo caso diventa simbolica: le opere sono composte da fotografie delle sue performance passate, oggetti già presenti nelle sue azioni che possono esser interpretati, nella dimensione cattolica, come reliquie e oggetti del martirio. Non a caso Les Partitions è un titolo che allude ai corpi smembrati dei martiri, creando un senso di disgiunzione e separazione dalla vita.
(Gina Pane)
- L’artista si ispira anche a grandi esempi della storia dell’arte, richiama San Giorgio e il drago di Paolo Uccello, nell'omonima opera scultorea del 1984 che sintetizza le immagini dell’artista rinascimentale, alludendo appena all’uccisione del drago.
- La Prière des pauvres et le corps des Saints (1989-1990) è la sua ultima installazione: nove teche di cristallo contengono i simboli, i corpi e le preghiere di san Sebastiano, san Francesco e san Lorenzo.